# Казале (Римини)
Казале је насеље у Италији у округу Римини, региону Емилија-Ромања.
Према процени из 2011. у насељу је живело 488 становника. Насеље се налази на надморској висини од 40 м.